# Epianthe
Epianthe är ett släkte av skalbaggar. Epianthe ingår i familjen långhorningar.
Kladogram enligt Catalogue of Life:
| Epianthe | \| \| Epianthe funesta \| \| \| \| \| \| Epianthe viridis \| \| \| \| |
|          | \| \| Epianthe funesta \| \| \| \| \| \| Epianthe viridis \| \| \| \| |
|          | Epianthe funesta                                                      |
|          |                                                                       |
|          | Epianthe viridis                                                      |
|          |                                                                       |